# 庚酸雄甾醇酮
庚酸雄甾醇酮（英语：Androstanolone enanthate），也称为庚酸雄诺龙或庚酸二氢睾酮，是一种合成的雄激素和合成代谢类固醇和二氢睾酮酯。它用作注射剂，并作为雄甾醇酮（二氢睾酮）的前体药物。该药物已被研究并发现可有效治疗男孩和成年男性的男性乳房发育症。已对庚酸雄甾醇酮的药理学进行了研究。